# Barry Hawkins
Barry Hawkins, född 23 april 1979 i Dartford, Kent, är en engelsk snookerspelare.

## Karriär
Hawkins blev professionell 1996 som sjuttonåring men gjorde inget större väsen av sig förrän i Scottish Open 2002, då han sensationellt slog ut Ronnie O'Sullivan i andra omgången. Det skulle dock dröja till säsongen 2004/05 innan han började nå lite jämnare resultat, bland annat en semifinalplats i Welsh Open, vilket gav honom en plats bland topp-32 på världsrankingen.
Säsongen därpå gick Hawkins till semifinal i både Grand Prix och Welsh Open och slog ut favoriten Ding Junhui i kvalet till VM. Han kvalificerade sig därmed för VM för första gången i karriären, och resultatet blev att han slog sig in bland topp-16 på världsrankingen med en tolfteplats, hans högsta ranking dittills under karriären.
Den följande säsongen, 2006/07 blev en besvikelse för Hawkins, men nästa höst vann hann kvalturneringen till Masters, och kvalificerade sig därmed för Masters för andra året i rad. 2010 kom hans andra turneringsseger i karriären då han vann deltävling 5 i Pro Challenge Series 2009-2010. I januari 2012 vann han enframesturneringen Shoot-Out. Samma år vann han sin första rankingtitel på Australian Open. 
2014 vann han Players Championship, hans andra rankingtitel, och samma år i mars–juli nådde han sin högsta ranking hittills under karriären, som nr 4. Sin tredje rankingtitel tog han 2017 när han vann World Grand Prix. I Players Championship 2022 var han i final, men förlorade mot Neil Robertson.
Hawkins har gjort tre maximumbreak, i PTC3 2010/11, Championship League 2015 och UK Championship 2019.
Trots att Hawkins är högerhänt, spelar han snooker med vänster hand. Stötar med krattan gör han dock med höger hand.

## Privatliv
Barry Hawkins har varit tillsammans med sin fru Tara sedan 2001. De gifte sig 2012. Paret har en son, Harrison, född 2009.

## Titlar

### Rankingtitlar
- Australian Open - 2012
- Players Championship - 2014
- World Grand Prix - 2017

### Mindre rankingtitlar
- Riga Open - 2015

### Icke-rankingturneringar
- UK Tour - Event 4 - 2000
- Kvalturneringen till Masters - 2007
- Pro Challenge Series - Event 5 - 2010
- Shoot-Out - 2012
- Six-red Macau Masters - 2018
- Paul Hunter Classic - 2019

### Lagtitlar
- Macau Masters - 2018